# Gmina Mirzec
Die Gmina Mirzec ist eine Landgemeinde im Powiat Starachowicki der Woiwodschaft Heiligkreuz in Polen. Ihr Sitz ist das gleichnamige Dorf mit etwa 2000 Einwohnern.

## Gliederung
Zur Landgemeinde (gmina wiejska) Mirzec gehören folgende zehn Dörfer mit einem Schulzenamt:
Gadka
Jagodne
Małyszyn
Mirzec I
Mirzec II
Osiny
Ostrożanka
Trębowiec
Tychów Nowy
Tychów Stary
Weitere Ortschaften der Gemeinde sind:
Krzewa
Leśniczówka Bugaj
Leśniczówka Gadka
Leśniczówka Mirzec
Leśniczówka Tychów
Małyszyn Dolny
Małyszyn Górny
Osiny-Majorat
Osiny-Mokra Niwa
Trębowiec Duży
Trębowiec Mały
Trębowiec-Krupów